# رابرت هریس (نقاش)
رابرت هریس سی ام (۱۸ سپتامبر ۱۸۴۹–۲۷ فوریه ۱۹۱۹) یک نقاش کانادایی متولد ولز بود که عمدهٔ شهرتش را به خاطر نقاشی پرترهٔ «پدران کنفدراسیون» به دست آورده بود.

## اوایل زندگی
وی که در کانوی، ولز متولد شد، در جوانی از طریق لیورپول به همراه خانواده اش به جزیره پرنس ادوارد، کانادا آمد. در سال ۱۸۷۳، او در بوستون به تحصیل در رشتهٔ هنر پرداخت. سپس در ۱۸۷۷ در دانشکده هنرهای زیبا اسلید ثبت نام کرد و بعد در همان سال، در پاریس نزد لئون بونا نقاش فرانسوی، مشغول به تحصیل شد.
در سال ۱۸۸۰، او مأمور شد که پیش‌طرح «احزاب در دادگاه قتل دونلی» را برای روزنامهٔ کانادایی تورنتو گلوب ترسیم کند. او مجدداً در سال ۱۸۸۱ برای تحصیل، نزد لئون بونا در پاریس بازگشت. در سال ۱۸۸۲، او با نقاش آمریکایی «آدولف فردریک رینهارت» در شهر اکوئن در ۱۷ مایلی پاریس، به صورت مشترک یک کارگاه هنری راه اندازی کردند. در سال ۱۸۸۳، رابرت اولین نمایشگاه خودش را در سالن پاریس برپا کرد. در همان سال، به محض بازگشت به کانادا، از طرف حکومت مأموریت پیدا کرد تا رویداد «کنفرانس کبک ۱۸۶۴» را ترسیم کند. این نقاشی بعدها با عنوان محبوب «پدران کنفدراسیون» شناخته شد. پس از آن در مونترآل اقامت گزید و شروع به نقاشی آکادمیک در زمینهٔ نخبگان اجتماعی و سیاسی در تورنتو و مونترآل کرد.

## حرفه
در سال ۱۸۸۶، نقاشی او به نام «ملاقات با متولیان مدرسه» که در آن، یک معلم زن توجه گروهی از امنای مرد را به نقطه نظراتش جلب کرده‌است، در نمایش آکادمی سلطنتی کانادا مورد تحسین قرار گرفت. نقاشی پدران کنفدراسیون، باعث شد رابرت هریس در همان سال‌های ابتدایی کارش، در کانادا به عنوان یکی از برجسته‌ترین نقاشان پرتره به رسمیت شناخته شود. او بین سال‌های ۱۸۸۹ و ۱۸۹۶ بیش از ۵۵ تک چهره را نقاشی کرد که از آثار دیگر در آن زمان برتر بودند. در سال ۱۹۰۳، او تک چهره ای از کنتس مینتو را نقاشی کرد. در اواخر دهه ۱۹۰۰، رابرت هریس پس از خرید اولین کتاب به زبان انگلیسی با عنوان "امپرسیونیست‌های فرانسوی" (۱۸۶۰–۱۹۰۰) توسط کامیل موکلر، به شیوهٔ امپرسیونیسم بازگشت. (نسخه او از کتاب در «موزه هنر مرکز کنفدراسیون» جزیره پرن ادوارد نگهداری می‌شود).
در سال ۱۸۸۰ رابرت هریس به عضویت آکادمی هنرهای سلطنتی کانادا درآمد و در سال ۱۸۹۳ نیز به عنوان رئیس این آکادمی انتخاب شد. در سال ۱۹۰۲، نشان «سنت مایکل و سنت جورج» را ایجاد کرد. بالاترین نشان سنت مایکل و سنت جورج، یک نشان بریتانیایی جوانمردی و دلیری است، که به مردان و زنانی اهدا می‌شود که در رابطه با امور کشورهای مشترک‌المنافع، خدمات مهم و فوق‌العاده‌ای را در کشورهای خارجی انجام می‌دهند.
در سال ۱۹۰۴ رابرت هریس به عنوان رئیس آکادمی هنرهای سلطنتی کانادا، کمک شایانی به سازماندهی و برپایی غرفهٔ کانادا در نمایشگاه خرید سنت لوئیس ایالات متحده آمریکا کرد. این غرفه شامل ویترینی از منابع طبیعی کانادا و هنرهای زیبا بود. در این نمایشگاه، رابرت هریس به پاس خدمات ممتازش به هنر، دیپلم یادبود و نشان طلا دریافت کرد.
مجموعه ای مهم از آثار او در «موزه هنر مرکز کنفدراسیون» در شارلوت تاون نگهداری می‌شود. نقاشی «ملاقات با متولیان مدرسه» که نشان دهندهٔ رویارویی بین معلم کیت هندرسون و هیئت امنای مدرسه اش است، در سال ۱۹۸۰ بر روی یک تمبر کانادایی چاپ شد.
او در سال ۱۸۸۵ با الیزابت (بیسی) پاتنام ازدواج کرد اما این زوج فرزندی نداشتند. او برادر ویلیام کریچلو هریس، یکی از معماران برجستهٔ کانادایی بود. همچنین علاقه زیادی به آثار هنری دختر عمویش کاتلین موریس داشت.
در سال ۱۹۸۶–۸۷، نمایشگاه «رابرت هریس، ۱۸۴۹–۱۹۱۹»، توسط موزه ملی ولز برگزار شد. زبان اول کاتالوگ این نمایشگاه، ولزی و زبان دوم، انگلیسی بود.

## آثار منتخب

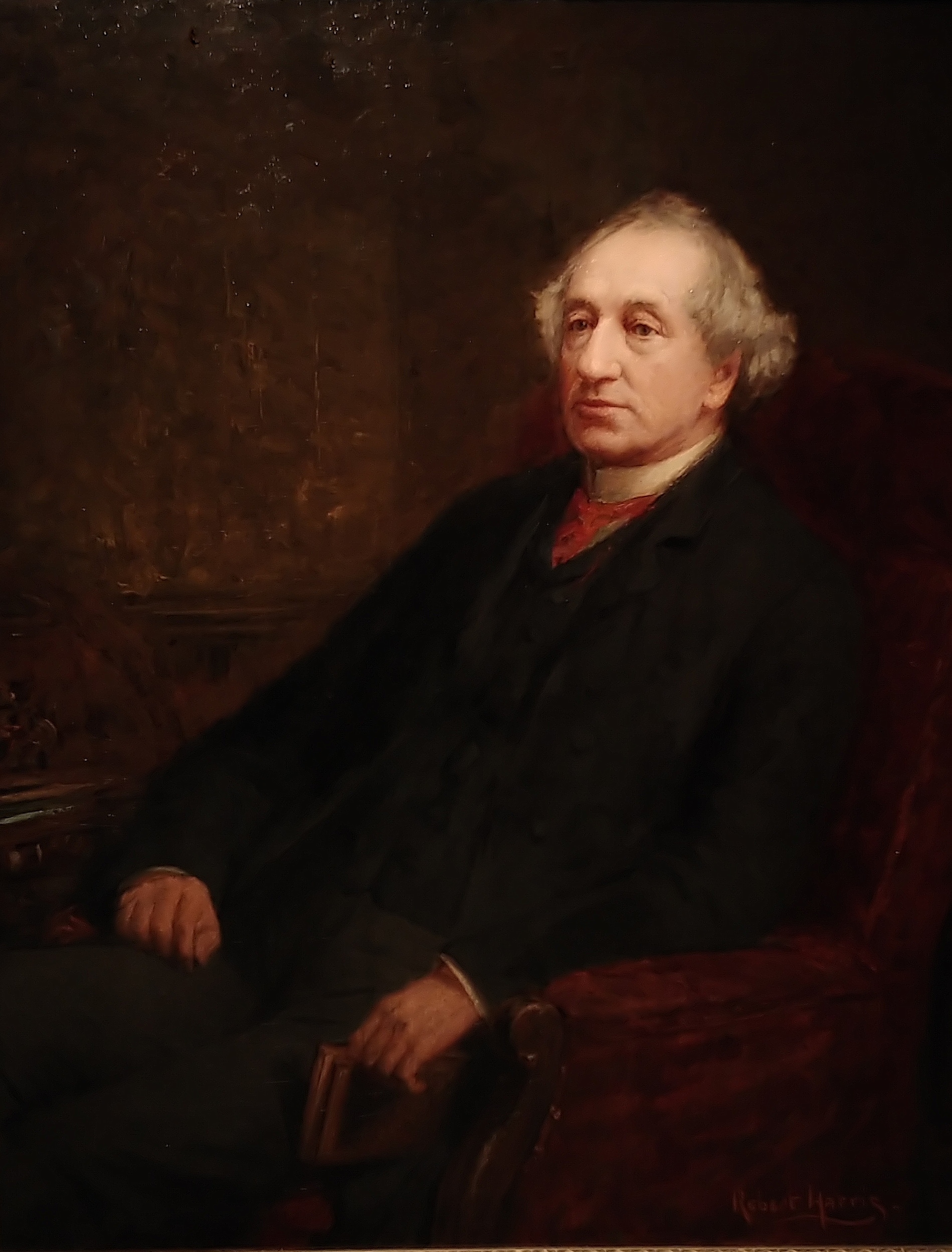
جان مک دونالد
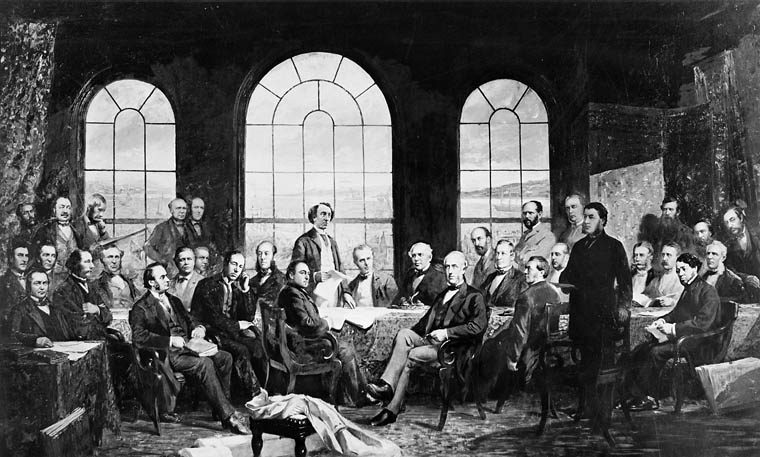
پدران کنفدراسیون. نقاشی اصلی هنگامی که بلوک مرکزی ساختمان‌های پارلمان در سال ۱۹۱۶ دچار آتش سوزی شد، از بین رفت.
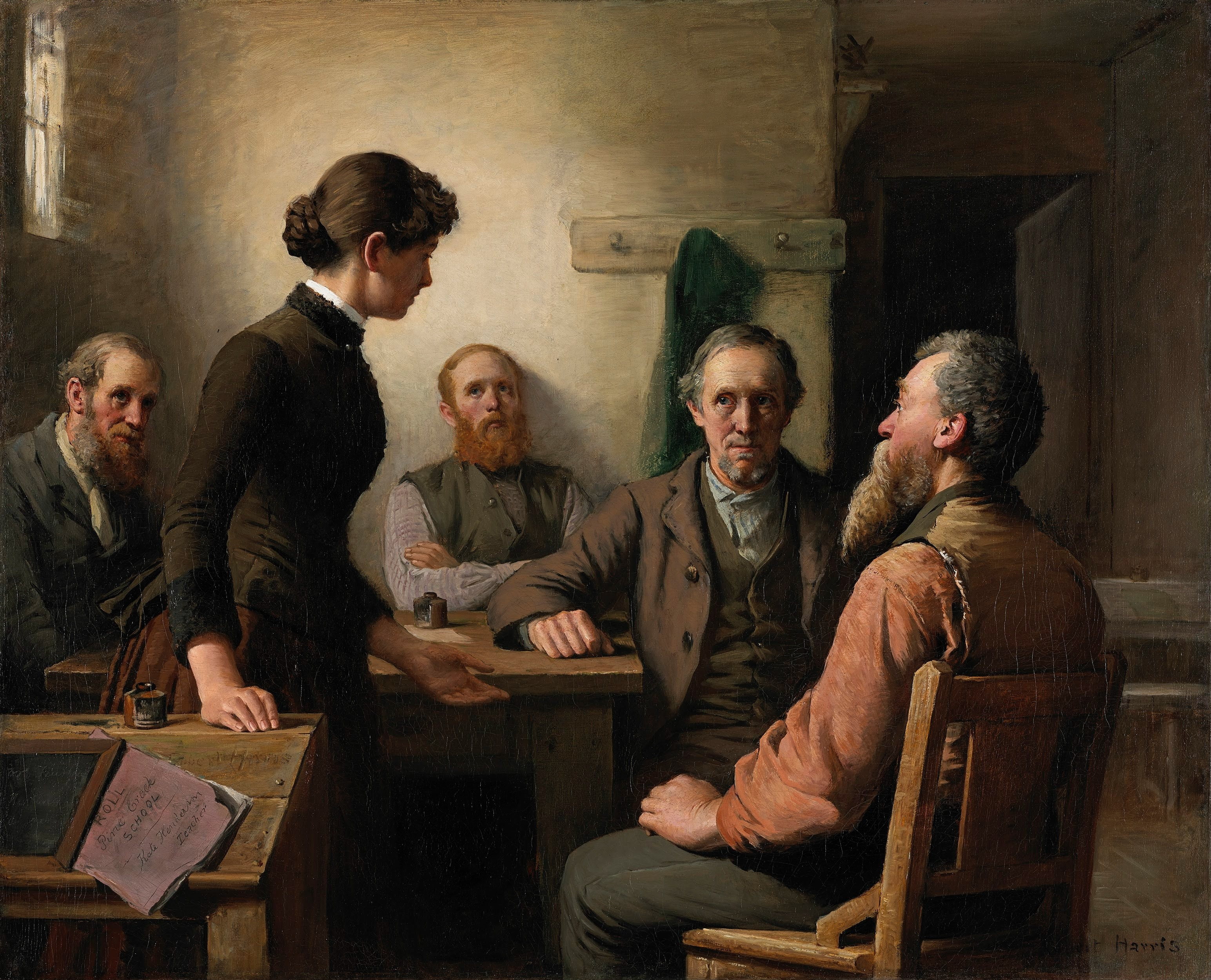
ملاقات متولیان مدرسه، ۱۸۸۵، گالری ملی کانادا
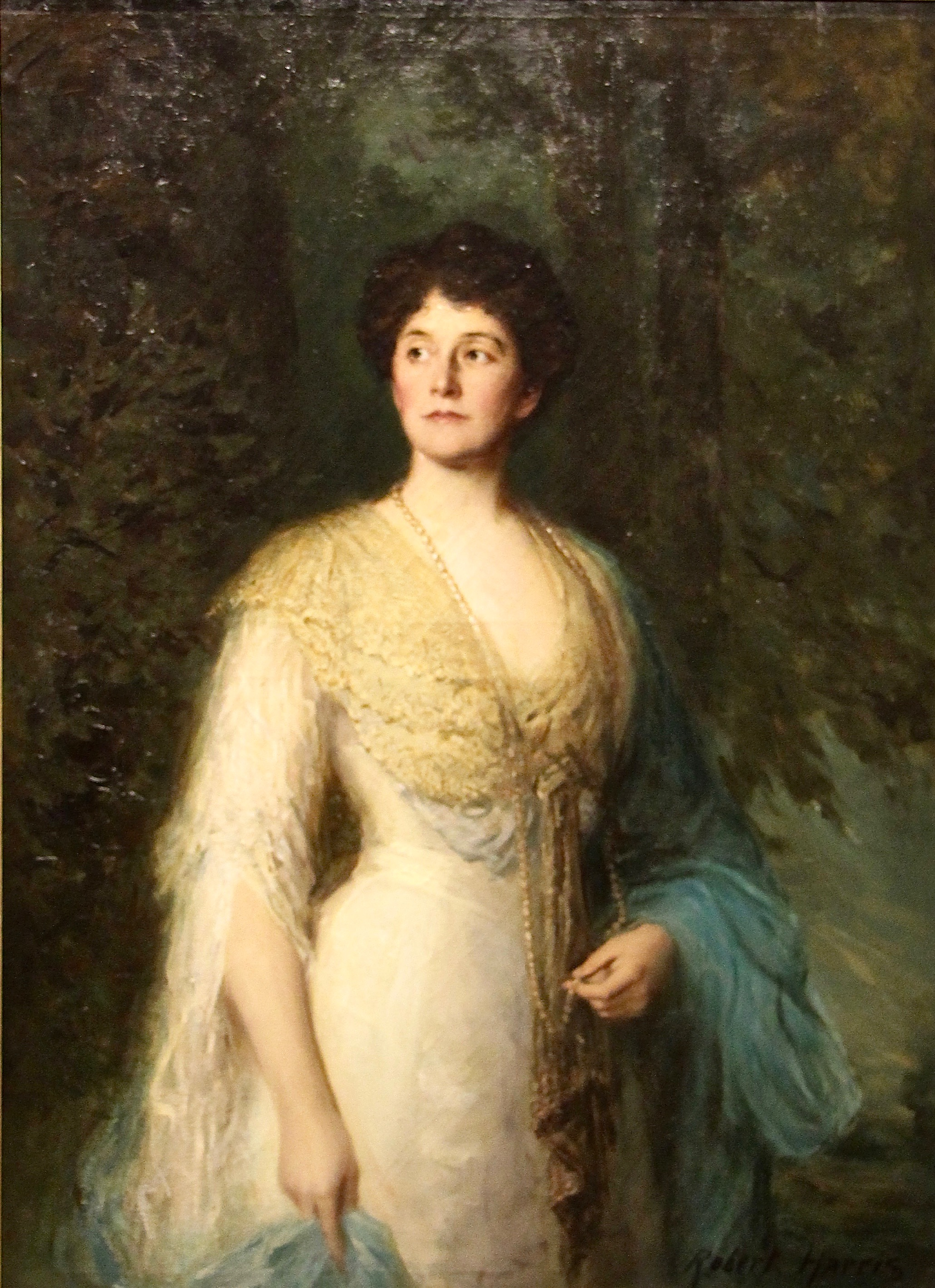
کنتس مینتو، ۱۹۰۳، موزه هنرهای زیبای مونترال